# Turtle Rock Studios
A Turtle Rock Studios egy videójáték-fejlesztő cég, amit Michael Booth 2002 márciusában alapított, akit később a Valve Corporation megszerzett magának. A Turtle Rock Studios részt vesz az eredeti címek létrehozásában, valamint a digitális szórakoztató iparnak nyújt szaktanácsadói szolgáltatásokat.
Leginkább ismertté a Valve Corporation által kiadott Counter-Strike sorozat tette. Kapcsolódó munkák:
- Az eredeti játék Xbox platformra történő átportolása
- A Counter-Strike: Condition Zero elnevezésű videójáték, ami tartalmazza a hivatalos Counter-Strike Bot-ot
- Különféle pályák a Counter-Strike: Source játékhoz
- A Left 4 Dead akciójáték

## Története
2006. november 20-án a Turtle Rock Studios bejelentette a Left 4 Dead-et, egy kooperatív többjátékos akciójátékot. Az akkori legfejlettebb Source Engine verziójára írták és bemutatták a Turtle Rock mesterséges intelligencia technológiájának második kiadását, amit a Condition Zero óta frissítettek. A játék Microsoft Windows és Xbox 360 platformokon jelent meg 2008 novemberében.
2008. január 10-én a Valve Corporation bejelentette, hogy felvásárolta a Turtle Rock Studios-t. A Valve azóta átvette az irányítást a fejlesztések felett.
2009. június 3-án Doug Lombardi, a Valve Corporation marketing vezetője, megerősítette, hogy a stúdió a Left 4 Dead kibocsátása után már nem működött Valve South-ként.
2010. február 5-én az új weblapjukon kijelentették, hogy megújultak és ismét videójátékokon dolgoznak.
2010. június 2-án a Turtle Rock Studios bejelentette, hogy egy Turtle Rock-ban lévő új ágazat alakult, amit Turtle Rock Garage-nak neveztek el. Ez egy kis részleg, ami kizárólag a casual játékokra koncentrál (pl.: iPhone, Facebook és Xbox Live alkalmazások).